# Liste des guerres de la République romaine
Cet article présente la liste des guerres de la République romaine de la fin du VIe siècle av. J.-C. au début du principat, avec le règne du premier empereur romain, Auguste en 27 av. J.-C. En plus de ces guerres, Rome a subi un certain nombre de raids gaulois.
Voici la liste chronologique des guerres de la République romaine, telles qu'elles se sont présentées au fil du temps.
Apparaissent en gras les conflits majeurs de l'histoire romaine.

## Avènement de la République (509-350 av. J.-C.)
Les premiers temps de la République romaine sont marqués par la lutte contre ses voisins immédiats.
- 509 - 390 av. J.-C. : Guerres romano-sabelliennes opposant Rome, la Ligue latine et les Herniques aux peuples sabelliens (Volsques, Èques, Sabins et Aurunces).
- 485 - 474 av. J.-C. : Première guerre entre Rome et Véies. Oppose Rome à la cité étrusque de Véies pour le contrôle de la région.
- 438 - 425 av. J.-C. : Deuxième guerre entre Rome et Véies. Oppose Rome à une coalition formée entre Véies, Fidènes et les Falisques de Faléries. Prise de Fidènes.
- 406 - 396 : Troisième guerre entre Rome et Véies. Siège et prise de Véies par Rome. Prise de Capène.
- 395 - 394 av. J.-C. : Guerre romano-falisque.
- 390 - 280 av. J.-C. : Raids gaulois en Italie. Conflits entre Rome et les Gaulois installés dans la plaine du Pô (Gaule cisalpine).
- 389 - 388 av. J.-C. : Guerre romano-èque.
- 389 - 386 av. J.-C. : Première guerre romano-étrusque. Guerre contre les cités d'Étrurie méridionale.
- 389 - 367 av. J.-C. : Premières guerres romano-volsques. Guerres contre les Volsques alliés aux Latins. Prise de Velitrae.
- 383 - 379 av. J.-C. : Guerre entre Rome et Préneste. Guerre contre la cité latine de Préneste. Soumission de Tusculum.
- 362 - 358 av. J.-C. : Guerre romano-hernique. Soumission des Herniques.
- 361 - 354 av. J.-C. : Guerre entre Rome et Tibur. Guerre contre la cité latine de Tibur.
- 358 - 351 av. J.-C. : Deuxième guerre romano-étrusque. Guerre contre la cité étrusque de Tarquinia et les Falisques de Faléries.
- 358 - 341 av. J.-C. : Secondes guerres romano-volsques. Guerres contre les Volsques. Prise de Privernum.

## Conquête de l'Italie (350-264 av. J.-C.)
À partir du milieu du IVe siècle av. J.-C., les Romains se lancent à la conquête de l'Italie, soumettant tour à tour les peuples qui s'opposent à eux. La soumission des Samnites en 290 av. J.-C. met Rome directement en contact avec les cités de Grande-Grèce. Parallèlement, ils combattent les Étrusques au nord.
Pour un article plus général, voir Conquête romaine de l'Italie.
- 345 - 344 av. J.-C. : Guerre romano-aurunce. Soumission des Aurunces de Suessa.
- 343 - 341 av. J.-C. : Première guerre samnite.
- 340 - 338 av. J.-C. : Guerre latine. Soumission des Latins et des Volsques.
- 336 - 332 av. J.-C. : Guerre romano-sidicine. Guerre contre les Sidicins.
- 335 - 334 av. J.-C. : Guerre romano-ausone. Guerre de Rome et des Aurunces contre les Ausones et les Sidicins. Prise de Calès.
- 327 - 304 av. J.-C. : Deuxième guerre samnite.
- 311 - 308 av. J.-C. : Troisième guerre romano-étrusque. Guerre contre les Étrusques et les Ombriens.
- 304 av. J.-C. : Soumission des Èques.
- 302 - 301 av. J.-C. : Soumission des Marses.
- 302 - 264 av. J.-C. : Conquête romaine de l'Étrurie. Soumission des dernières cités étrusques.
- 298 - 290 av. J.-C. : Troisième guerre samnite. Guerre de Rome contre une coalition réunissant Samnites, Étrusques, Ombriens et Gaulois. Soumission des Samnites, des Ombriens, des Falisques, des Sabins et des Osques.
- 282 - 272 av. J.-C. : Guerre contre Tarente. Guerre contre la cité grecque de Tarente. Prise de Tarente, soumission des autres cités grecques d'Italie du Sud.
  - 280 - 275 av. J.-C. : Guerre de Pyrrhus en Italie. Guerre contre Pyrrhus Ier, roi d'Épire, venus à la défense des cités grecques.
- 272 - 266 av. J.-C. : Soumission des peuples d'Italie du Sud (Lucaniens, Bruttiens, Messapes, Sassinates, Salentins).

## Expansion romaine en Méditerranée (264-133 av. J.-C.)
En 264 av. J.-C., Rome contrôle toute l'Italie hormis la Gaule cisalpine. Son intérêt pour la Sicile et les autres îles méditerranéennes déclenche les guerres puniques, marquant le début de l'expansion romaine en Méditerranée.
- 264 - 241 av. J.-C. : Première guerre punique contre Carthage. Acquisition de la Sicile (sauf Syracuse), de la Sardaigne et de la Corse.
- 241 av. J.-C. : Révolte et soumission des Falisques.
- 238 - 225 av. J.-C. : Nouveaux raids gaulois en Italie. Conflits entre Rome et les Gaulois installés dans la plaine du Pô.
- 229 - 228 av. J.-C. : Première guerre d'Illyrie. Expédition contre les pirates illyriens.
- 223 - 219 av. J.-C. : Conquête de la Gaule cisalpine pour mettre fin aux raids gaulois en Italie. Soumission des Insubres, Cénomans, Boïens, Ligures et Vénètes.
- 220 - 219 av. J.-C. : Deuxième guerre d'Illyrie. Expédition punitive contre Démétrios de Pharos.
- 218 - 201 av. J.-C. : Deuxième guerre punique contre Carthage et Syracuse. Prise de Syracuse, acquisition de l'Hispanie.
- 215 - 205 av. J.-C. : Première guerre macédonienne. Oppose Rome et la Ligue étolienne à Philippe V de Macédoine, allié à Hannibal de Carthage.
- 202 - 146 av. J.-C. : Pacification de la Gaule cisalpine qui s'était soulevée contre Rome durant la deuxième guerre punique.
- 200 - 197 av. J.-C. : Deuxième guerre macédonienne. Oppose Rome, allié à Pergame et Rhodes, à Philippe V de Macédoine. Protectorat sur la Grèce.
- 192 - 188 av. J.-C. : Guerre antiochique contre Antiochos III de Syrie.
- 181 - 179 av. J.-C. : Première guerre celtibère contre les Celtibères en Hispanie.
- 172 - 168 av. J.-C. : Troisième guerre macédonienne. Oppose Rome à Persée de Macédoine. Protectorat sur la Macédoine.
- 168 av. J.-C. : Troisième guerre d'Illyrie. Soumission de l'Illyrie.
- 155 - 139 av. J.-C. : Guerre lusitanienne en Hispanie.
- 154 - 151 av. J.-C. : Deuxième guerre celtibère ou première guerre de Numance en Hispanie.
- 150 - 148 av. J.-C. : Quatrième guerre macédonienne. Lutte contre l'usurpateur Andriskos. Acquisition de la Macédoine.
- 149 - 146 av. J.-C. : Troisième guerre punique contre Carthage. Prise et destruction de Carthage, acquisition de l'Africa.
- 146 av. J.-C. : Guerre d'Achaïe contre la ligue achéenne. Acquisition de la Grèce.
- 139 - 132 av. J.-C. : Première guerre servile en Sicile.
- 134 - 133 av. J.-C. : Troisième guerre celtibère ou deuxième guerre de Numance en Hispanie. Prise et destruction de Numance.

## Crises de la République romaine (133-27 av. J.-C.)
En 133 av. J.-C., Rome est devenue la première puissance du bassin méditerranéen. Mais plus le territoire est grand, plus les dissensions internes sont difficiles à gérer. Les invasions étrangères et la lutte pour le pouvoir politique achèvent de transformer la République en un Empire.
- 125 - 121 av. J.-C. : Conquête de la Gaule transalpine.

- 113 - 101 av. J.-C. : Guerre des Cimbres. Lutte contre l'invasion des Cimbres et des Teutons.
- 111 - 105 av. J.-C. : Guerre de Jugurtha. Guerre entre Rome et les Amazighs (berbère - numidie) sous le règne du roi Jugurtha.
- 104 - 103 av. J.-C. : Deuxième guerre servile en Sicile.
- 92 av. J.-C. - 217 ap. J.-C. : Guerres partho-romaines contre l'Empire parthe.
- 91 - 88 av. J.-C. : Guerre sociale contre les alliés italiens.
- 88 - 87 av. J.-C. : Première guerre civile entre Marius et Sylla. Guerre civile entre les généraux Marius et Sylla pour le contrôle de la République.
- 88 - 84 av. J.-C. : Première guerre de Mithridate. Guerre contre Mithridate VI, roi du Pont, pour la possession de l'Asie Mineure.
- 83 - 81 av. J.-C. : Deuxième guerre de Mithridate. Nouvelle guerre contre Mithridate VI du Pont.
- 83 - 72 av. J.-C. : Guerre sertorienne. Oppose le régime dictatorial de Sylla à une coalition d'Ibères et de Romains menés par Sertorius.
- 82 - 81 av. J.-C. : Seconde guerre civile entre Marius et Sylla. Guerre civile opposant Marius et les populares à Sylla, Crassus, Pompée et les optimates pour le contrôle de la République.
- 77 av. J.-C. : Révolte de Marcus Aemilius Lepidus contre le régime dictatorial de Sylla.
- 75 - 63 av. J.-C. : Troisième guerre de Mithridate. Acquisition de la Bithynie-Pont et de la Crète.
- 73 - 71 av. J.-C. : Troisième guerre servile ou guerre de Spartacus. Guerre contre les gladiateurs et esclaves rebellés menés par Spartacus.
- 63 - 62 av. J.-C. : Conjuration de Catilina. Complot politique visant la prise du pouvoir à Rome par le sénateur Lucius Sergius Catilina.
- 58 - 51 av. J.-C. : Guerre des Gaules. Conquête de la Gaule chevelue par Jules César.
- 49 - 45 av. J.-C. : Guerre civile de César. Guerre civile opposant les partisans de Jules César à Pompée et aux optimates.
- 44 - 36 av. J.-C. : Révolte sicilienne. Révolte menée par Sextus Pompée contre les triumvirs Octave, Marc Antoine et Lépide.
- 43 av. J.-C. : Guerre civile de Modène. Guerre civile opposant les partisans de Marc Antoine à Brutus et Octave.
- 43 - 42 av. J.-C. : Guerre civile des Libérateurs. Guerre civile opposant Octave et Marc Antoine à Brutus et Cassius.
- 41 - 40 av. J.-C. : Guerre de Pérouse. Guerre civile opposant l'épouse de Marc Antoine, Fulvie, et son frère, Lucius Antonius, à son ennemi politique, Octave, et ses généraux Rufus et Agrippa.
- 32 - 30 av. J.-C. : Dernière guerre civile de la République romaine. Guerre civile opposant Octave et ses partisans à Marc Antoine et Cléopâtre VII. Acquisition de l'Égypte.
- 29 - 19 av. J.-C. : Guerres cantabres en Hispanie.
- 30 av. J.-C. - 6 ap. J.-C. : Campagnes d'Auguste en Afrique et en Arabie.

En l'an 27 av. J.-C., Octave fut proclamé empereur de Rome sous le nom d'Auguste. Ainsi la République romaine laissa-t-elle place à l'Empire romain.
Pour la suite des événements, voir Liste des guerres de l'Empire romain.
| Dates de conflit (av. J.-C.) | Nom de la guerre                                |
| ---------------------------- | ----------------------------------------------- |
| 499 ou 496                   | Guerre contre les Latins                        |
| 482 - 474                    | Première guerre de Véies                        |
| 437 ou 434 - 428 ou 425      | Deuxième guerre de Véies                        |
| 406 - 396                    | Troisième guerre de Véies                       |
| 343 - 341                    | Première guerre samnite                         |
| 340 - 338                    | Guerres latines                                 |
| 326 - 304                    | Deuxième guerre samnite                         |
| 298 - 290                    | Troisième guerre samnite                        |
| 280 - 275                    | Guerre de Pyrrhus en Italie                     |
| 264 - 241                    | Première guerre punique                         |
| 229 - 228                    | Première guerre d'Illyrie                       |
| 220 - 219                    | Deuxième guerre d'Illyrie                       |
| 218 - 202                    | Deuxième guerre punique                         |
| 215 - 205                    | Première guerre macédonienne                    |
| 200 - 196                    | Deuxième Guerre macédonienne                    |
| 181 - 179                    | Première Guerre celtibère                       |
| 171 - 168                    | Troisième Guerre macédonienne                   |
| 168                          | Troisième guerre d'Illyrie                      |
| 155 - 139                    | Guerre lusitanienne                             |
| 154                          | Première Guerre numantine                       |
| 154 - 151                    | Deuxième Guerre celtibère                       |
| 150 - 148                    | Quatrième Guerre macédonienne                   |
| 149 - 146                    | Troisième guerre punique                        |
| 143                          | Seconde Guerre numantine                        |
| 143 - 133                    | Troisième Guerre celtibère                      |
| 138 - 132                    | Première guerre servile                         |
| 113 - 101                    | Guerre des Cimbres                              |
| 112 - 105                    | Guerre de Jugurtha                              |
| 104 - 103                    | Deuxième guerre servile                         |
| 92 - 36                      | Guerres perso-romaines                          |
| 91 - 88                      | Guerre sociale                                  |
| 88 - 85                      | Première guerre de Mithridate                   |
| 88 - 87                      | Première guerre civile entre Marius et Sylla    |
| 83 - 82                      | Deuxième Guerre mithridatique                   |
| 82 - 81                      | Seconde guerre civile entre Marius et Sylla     |
| 76 - 72                      | Révolte de Sertorius                            |
| 75 - 65                      | Troisième guerre de Mithridate                  |
| 73 - 71                      | Troisième guerre servile                        |
| 63 - 62                      | Guerre civile de Catilina                       |
| 59 - 51                      | Guerre des Gaules                               |
| 49 - 45                      | Guerre civile de César                          |
| 44                           | Guerre civile post-César                        |
| 44 - 42                      | Guerre civile des Libérateurs                   |
| 44 - 36                      | Révolte sicilienne                              |
| 41 - 40                      | Guerre de Pérouse                               |
| 32                           | Dernière Guerre civile de la République romaine |